# Jamnagar
Jamnagar è una suddivisione dell'India, classificata come municipal corporation, di 447.734 abitanti, capoluogo del distretto di Jamnagar, nello stato federato del Gujarat. In base al numero di abitanti la città rientra nella classe I (da 100.000 persone in su).

## Geografia fisica
La città è situata a 22° 28' 0 N e 70° 4' 0 E e ha un'altitudine di 19 m s.l.m..

## Società

### Evoluzione demografica
Al censimento del 2001 la popolazione di Jamnagar assommava a 447.734 persone, delle quali 235.093 maschi e 212.641 femmine. I bambini di età inferiore o uguale ai sei anni assommavano a 53.168, dei quali 28.417 maschi e 24.751 femmine. Infine, coloro che erano in grado di saper almeno leggere e scrivere erano 312.156, dei quali 177.299 maschi e 134.857 femmine.